# Bertrand Louvel
Pour les articles homonymes, voir Louvel.
 (mars 2023).
Bertrand Louvel, né le 17 août 1949 au Mans, est un magistrat français. Il est premier président de la Cour de cassation entre 2014 et 2019.

## Biographie

### Jeunesse et formation
Après une scolarité au lycée Montesquieu du Mans, il poursuit des études de droit et obtient un doctorat d’État en droit privé, mention « très bien ». Sa thèse s'intitule Le devoir de fidélité : évolution et droit positif sous la direction de Bertrand Ancel.
Choisissant d'abord la carrière universitaire, Bertrand Louvel est assistant à la faculté de droit de Caen et du Mans, chargé de travaux dirigés, de 1972 à 1977. Il entre en magistrature le 20 octobre 1978, par une intégration directe sur titre en qualité d’auditeur de justice. À la sortie de l’École nationale de la magistrature, il est major de sa promotion. 

### Carrière judiciaire
Il est successivement juge aux tribunaux d'instance de Menton en 1980 et du Mans l'année suivante. Maître de conférences à l'École nationale de la magistrature du 1er janvier 1985 (décret du 21 décembre 1984) au 30 juin 1986, il est ensuite président des tribunaux de grande instance d'Aurillac en 1986, de Pointe-à-Pitre en 1990, de Nevers en 1993 et enfin de Brest en 1997. Il poursuit sa carrière comme premier président de la cour d'appel de Limoges en 2002, puis de celle de Bordeaux en 2007.
En 2009, il est nommé président de chambre à la Cour de cassation, où il occupe les fonctions de directeur du service de documentation, des études et du rapport, avant de devenir président de la chambre criminelle un an plus tard.

### Premier président de la Cour de cassation
Le 19 juin 2014, il est choisi par la formation du siège du Conseil supérieur de la magistrature (CSM) comme prochain premier président de la Cour de cassation, pour succéder à Vincent Lamanda admis, par limite d'âge, à faire valoir ses droits à la retraite. Désigné officiellement le 26 juin, il est nommé par décret du président de la République du 4 juillet suivant. Il est installé dans sa charge lors de l'audience solennelle du 16 juillet. Lors de son mandat, il se prononce en particulier pour la révision de la dualité des ordres de juridiction, pour une autorisation pour la Cour de cassation de filtrer les pourvois, et pour une nomination de tous les magistrats indépendante du gouvernement. Le 13 octobre 2016, il déclare « Les outrances renouvelées à l'encontre du pouvoir judiciaire posent un problème institutionnel » à la suite d'un entretien avec François Hollande, président de la République qui avait accusé certains juges de « lâcheté » selon des propos rapportés dans Un président ne devrait pas dire ça....

## Décorations
- Officier de la Légion d'honneur (31 décembre 2013)
  - 13 juillet 2003 : chevalier

- Commandeur de l'ordre national du Mérite (18 novembre 2017)[13].
  - 14 mai 1997 : chevalier
  - 30 janvier 2008 : officier